# 熱田空襲
熱田空襲（あつたくうしゅう）は、名古屋大空襲のひとつ。第二次世界大戦末期の1945年（昭和20年）6月9日、名古屋市熱田区の愛知時計電機船方工場・愛知航空機（現愛知機械工業）工場周辺にアメリカ軍が行った空襲。攻撃は日本軍の隙をついた形で行われ、多数の犠牲者がでた。

## 概要
当時、アメリカ軍の爆撃機がマリアナから大阪・名古屋に来るときは、都市を避けて琵琶湖を目ざし、琵琶湖上空で大阪方面なら西南、名古屋方面なら東南へ進んだ。熱田空襲の6月9日、アメリカ軍爆撃機130機が琵琶湖方面へ向かうのを発見した旧日本軍東海軍管区は空襲警報を発令、その後爆撃機が西南（大阪方面）へ向かうのを見送り空襲警報は解除された。
ところが、130機のうちの40機は突如進路を東南（名古屋方面）に変更、その日は気象条件も良く名古屋まで一気に急襲した。空襲警報解除から約1時間後の午前9時30分頃、流星等を作っていた軍用機メーカー愛知航空機の工場ならびに住友金属工業名古屋工場などの千年から白鳥橋周辺を爆撃した。思いもしない突然の空襲に旧日本軍も対応が遅れ、空襲警報解除に安堵していた人々も逃げ遅れた。
結果、愛知時計電機・愛知航空機工場で働いていた従業員や動員学徒約2万2000名のうち1045名が死亡、重軽傷者約3000名、周辺住民も数十人死亡した。従業員や周辺住民あわせて約2000人が死亡、重軽傷者約2000名との説もある。国宝に指定されていた熱田神宮など文化財も被害を受けた。

## 慰霊碑

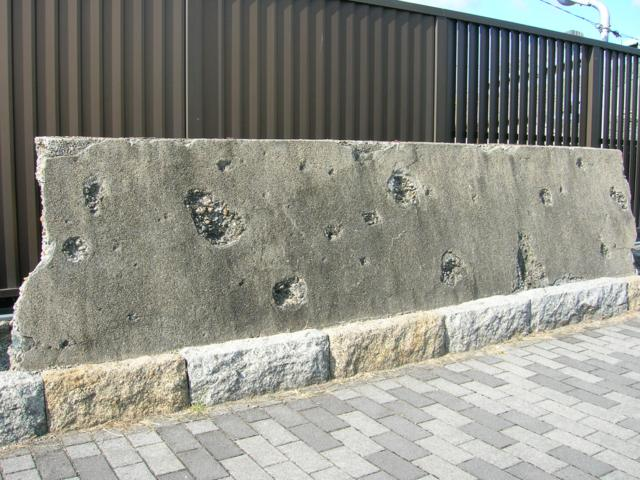
保存されている堀川の旧護岸（2006年）

動員学徒が多数死亡したこともあり、慰霊のため愛知時計電機（愛知航空機はこの会社から独立）本社工場の正門前に慰霊地蔵尊があり、すぐ近くの堀川沿いの小道には当時の堀川護岸壁の一部が爆撃の跡を残したまま慰霊碑とともに残されている。

空襲のあった6月9日には、毎年愛知時計電機の手によって慰霊祭が営まれている。